# Kate Hansen
Kate Hansen (São Paulo, 13 de agosto de 1952) é uma professora de teatro e atriz brasileira.

## Vida pessoal
Filha de imigrantes dinamarqueses, foi casada com o ator Ricardo Petraglia com quem teve um filho, o ator Lucas Petraglia. É viúva do geólogo Nilson Pinto Teixeira.

## Carreira

### Televisão
| Ano  | Título                | Personagem    | Emissora          |
| ---- | --------------------- | ------------- | ----------------- |
| 1991 | O Portador            | Delegada Rose | Rede Globo        |
| 1989 | Cortina de Vidro      | Cíntia        | SBT               |
| 1988 | Fera Radical          | Marinês       | Rede Globo        |
| 1984 | Transas e Caretas     | Fernanda      | Rede Globo        |
| 1983 | Razão de Viver        | Olívia        | SBT               |
| 1982 | Paiol Velho           | Suzana        | TV Cultura        |
| 1982 | Casa de Pensão        | Lúcia         | TV Cultura        |
| 1982 | Maria Stuart          | Maria Stuart  | TV Cultura        |
| 1981 | O Resto É Silêncio    | Marina        | TV Cultura        |
| 1981 | O Vento do Mar Aberto | Camila        | TV Cultura        |
| 1979 | O Todo-Poderoso       | Paula         | Rede Bandeirantes |
| 1978 | Roda de Fogo          | Adélia        | TV Tupi           |
| 1977 | Cinderela 77          | Cassandra     | TV Tupi           |
| 1976 | Os Apóstolos de Judas | Katherine     | TV Tupi           |
| 1975 | A Viagem              | Carlota       | TV Tupi           |
| 1975 | Ovelha Negra          | Suzana        | TV Tupi           |
| 1974 | A Barba Azul          | Paula         | TV Tupi           |
| 1974 | Hospital              | Helga         | TV Tupi           |
| 1972 | O Leopardo            | Marília       | Rede Record       |
| 1970 | Simplesmente Maria    | Paula         | TV Tupi           |
| 1970 | As Bruxas             | Verinha       | TV Tupi           |
| 1969 | Super Plá             | —             | TV Tupi           |

### Cinema
| Ano  | Título                                | Papel                    |
| ---- | ------------------------------------- | ------------------------ |
| 2007 | A Volta do Regresso                   | Mamãe Noel               |
| 1981 | Eros, o deus do amor                  | Escultora                |
| 1978 | Mulher Desejada                       | Luíza                    |
| 1976 | Aleluia Gretchen                      | Helke                    |
| 1976 | Excitação                             | Helena                   |
| 1976 | A Noite das Fêmeas                    | Ivone                    |
| 1976 | Tiradentes, O Mártir da Independência | Viscondessa de Barbacena |
| 1975 | O Desejo                              | Laura                    |
| 1975 | As Secretárias... que Fazem de Tudo   | Dóris                    |
| 1972 | Independência ou Morte                | Dona Leopoldina          |
| 1972 | As Deusas                             | Ana                      |
| 1972 | Os Machões                            | Ana                      |
| 1972 | Maridos em Férias                     | Maria Luíza              |

### Teatro[6]
| Ano       | Título                                        | Direção                  |
| --------- | --------------------------------------------- | ------------------------ |
| 2024      | Mergulho Mistério Dela                        | Marcelo Drummond         |
| 2022      | Sexo dos Anjos                                | Jairo Mattos             |
| 2021      | Clarice e os Corações Selvagens               | Marcelo Drummond         |
| 2020      | Ninguém Merece                                |                          |
| 2019      | Radicais Livres                               |                          |
| 2019      | O Filho                                       | —                        |
| 2005-2006 | A Pecadora Queimada e os Anjos Harmoniosos    |                          |
| 1996-1997 | Programa SOS Criança                          | —                        |
| 1994      | Sua Excelência, o Candidato                   | Bibi Ferreira            |
| 1994      | Os Olhos de Mel de James Dean                 |                          |
| 1993      | Hamlet                                        |                          |
| 1992      | Adivinhe Quem Vem Se Hospedar Nesse Hotel     |                          |
| 1991      | Os Crimes de Shakespeare                      | Kate Hansen              |
| 1990      | Society in Baixaria                           |                          |
| 1989-1992 | Nua, Descascada                               |                          |
| 1987      | Tu Dirás Que É a Morte, Eu Direi Que É a Vida | José Antônio de Souza    |
| 1988      | Mostra Brasil II: Nua, Descasada              |                          |
| 1986      | Uma Vez por Semana                            |                          |
| 1984      | Boca Molhada de Paixão Calada                 | Myriam Muniz             |
| 1982      | Gemini                                        |                          |
| 1980      | Swing: A Troca de Casais                      |                          |
| 1979      | Sinal de Vida                                 | Oswaldo Mendes           |
| 1978      | Caixa de Sombras                              | Emílio Di Biasi          |
| 1976      | Teatro 2                                      |                          |
| 1973      | O Casamento do Pequeno Burguês                |                          |
| 1973      | Fala Baixo Senão Eu Grito                     | Sylvio Zilber            |
| 1972      | As Três Irmãs                                 | Zé Celso Martinez Correa |

## Prêmios
Troféu APCA
- 1982: Melhor atriz (O Resto É Silêncio)
- 1977: Melhor revelação (Os Apóstolos de Judas)

Prêmio Air France
- 1982: Prêmio especial (As Deusas)